# Jean Leunis
Jean Leunis (Liège, 1532 - Turim, 19 de novembro de 1584) foi um padre jesuíta, fundador das Congregações Marianas. Das Congregações Marianas, reformuladas após 1952, derivam-se as Comunidades de Vida Cristã (CVX).

## Biografia
Pouco se sabe sobre a juventude de Leunis, exceto que, em 1556, ele fez uma peregrinação de Liège a Roma para encontrar Inácio de Loyola e entrar para a Companhia de Jesus. Em 3 de Maio de 1556, Leunis apresentou-se a Inácio de Loyola. Em 18 de junho do mesmo ano ingressou no noviciado. Os registros do ingresso descrevem que “trouxe com ele uma roupa nova de tecido branco grosseiro, uma camisa muito velha, um chapéu de feltro preto, já muito desgastado, um par de sapatos velhos rasgados de couro curtido e um pequeno Ofício de Nossa Senhora”.
Em 31 de julho daquele ano, Inácio de Loyola faleceu. A Congregação Geral dos jesuítas decidiu transferir Leunis para o noviciado em Perugia, onde tornou-se escolástico. Em 22 de maio de 1557, manifestou o desejo de ir nas missões para a Índia em carta ao Secretário da Companhia de Jesus.
Na Itália do século XVI, havia instituições, como os “Colégios da Virgem Maria” ou os “Oratórios do Amor Divino” que eram constituídos por pequenos grupos de leigos motivados a praticar as virtudes cristãs, a vida comunitária, a frequência aos sacramentos e obras de misericórdia. Os primeiros jesuítas também tinham grupos semelhantes: São Pedro Fabro e Diego Laynez criaram em Parma, em 1540, a Congregação do Nome de Jesus, com regras que prescreviam a seus membros a meditação, o exame de consciência, confissão e eucaristia semanais e obras de misericórdia. Em 1547, em Roma, foi fundada a Congregação dos Santos Apóstolos.  Jerônimo Nadal criou outras duas congregações na Sicília. Em Siracusa, Sebastião Carabassi juntou um grupo de alunos que dedicavam um tempo a se consagrar a Nossa Senhora. Estes grupos foram se difundindo pela Itália.
Em Perugia entrou em contato como os “Colégios de Nossa Senhora”. Os membros destes colégios costumavam se reunir após a Comunhão em dias específicos para recitar as vésperas juntos, conversar sobre temas espirituais, agradecer a Deus e promover obras de caridade, como visitar os doentes, ajudar as almas necessitadas, acolher os peregrinos, reconciliar os inimigos, motivar os negligentes e promover a evangelização.
Em 1557, foi destinado a Montepulciano como professor e também para estudar em vista de ser enviado à missão a Flandres ou à Índia. Tornou-se procurador da casa por um breve período. Em 1559 foi enviado a Paris para estudos superiores. Em meados de 1560 acompanhou cinco estudantes enviados a Roma e recebeu a função de professor de Gramática do Colégio Romano.
Nesta função, inspirado pelos grupos de leigos animados pelos jesuítas, reuniu em torno de si um grupo de estudantes para aprofundar a vida espiritual através da oração pessoal, frequência regular aos sacramentos e devoção à Virgem Maria e para realizar obras de caridade em Roma. O grupo se reunia regularmente para apoio e ajuda mútua. Este grupo viria a ser o primeira das diversas Congregações Marianas que viriam a ser difundidas pelo mundo pelos jesuítas. De acordo com o Dicionário Histórico da Companhia de Jesus, as Congregações Marianas podem ser definidas como um “grupo de pessoas que se juntavam, sob a proteção especial de Maria, para seguir um modo de vida que buscava integrar a fé e as virtudes cristãs com a vida e ocupações diárias”.
Deve ter sido ordenado sacerdote em 1563, ano da fundação da primeira Congregação Mariana, pois os primeiros registros com o título de padre datam deste ano.
A originalidade de Leunis na fundação da Congregação Mariana não consiste tanto na reunião do grupo de leigos em si, mas a organização desta congregação. Em sua finalidade, buscava não animar a vida de estudos e a vida espiritual, mas unir a todos os aspectos da vida dos estudantes com a vida cristã. Isto é expresso nas primeiras regras de 1574: "o fim da nossa congregação é unir a formação científica com a vida cristã". Outro traço original foi a responsabilidade dada aos leigos: cabia aos membros a definição de suas regras, a escolha dos líderes, o jesuíta responsável e o cardeal protetor. O grupo assumiu a inspiração mariana por se reunirem na capela de Nossa Senhora da Anunciação, pertencente ao Colégio Romano, onde havia sobre o altar-mor um quadro da Anunciação com o panorama completo da Contemplação da Encarnação dos Exercícios Espirituais inacianos: a Santíssima Trindade, toda a criação e a humanidade com Maria e o anjo no centro, obra de Federico Zuccari. Esta capela posteriormente deu lugar à Igreja de Santo Inácio de Loyola. Do afresco original, restou somente a imagem da virgem em um cômodo do prédio.
A partir de 1565, Leunis começou a viajar e a fundar outros pequenos grupos, geralmente a partir dos colégios jesuítas. As Congregações Marianas espalharam-se por diversas cidades, com pequenos grupos compostos por condições mais homogêneas: grupos de estudantes, mulheres, homens, etc. A prática de oração era associada à atenção aos outros, sobretudo os mais necessitados, e atividades apostólicas.
Em 1567 foi designado Prefeito do Colégio de Paris, onde permaneceu por dois anos e fundou outra Congregação Mariana. Em seguida, foi destinado ao Colégio de Billom, onde promoveu uma nova congregação. Em 1572, Francisco de Borja, então Superior Geral da Ordem, enviou Leunis a Paris para promover as Congregações Marianas.
Em 1580 foi destinado a Turim, onde fez os votos solenes em 1583. Faleceu no ano seguinte, em 19 de novembro, 16 dias antes da proclamação da Congregação do Colégio Romano como “Mãe e Cabeça” de todas as outras congregações marianas, feita pelo Papa Gregório XIII através da bula ‘Omnipotentis Dei’.
A Congregação Mariana do Colégio Romano foi considerada como modelo para as demais. Ela foi declarada pelo Papa Gregório XIII, em 1584, a 'Prima Primaria', à qual todas as outras deveriam se filiar. As Congregações espalharam-se então por Paris, Lion, as principais cidades da Itália, da Espanha, de Portugal, sul dos Países Baixos, da Alemanha.
Por ocasião da morte de Leunis, em 1584, havia 48 grupos filiados à 'Prima Primaria' de Roma. Estes grupos de leigos muito contribuíram para a renovação da Igreja no espírito do Concílio de Trento (1545-1563).